# Vincent Pangelinan
Vincent Edward Pangelinan (* 2. März 1972) ist ein ehemaliger guamischer Freistilringer.

## Karriere
Bei den Ozeanienmeisterschaften 1992 gewann Pangelinan die Goldmedaille in der leichtesten Gewichtsklasse bis 48 Kilogramm (Halbfliegengewicht) vor dem Australier George Karipidis. Es war der erste Titelgewinn für Guam bei Ringer-Ozeanienmeisterschaften. Zudem nahm er in der gleichen Gewichtsklasse an den olympischen Ringerwettbewerben 1992 in Barcelona teil. Dort unterlag er dem US-Amerikaner Tim Vanni sowie dem Iraner Nader Rahmati.